# Macaduma costimacula
Macaduma costimacula är en fjärilsart som beskrevs av Bethune-Baker 1908. Macaduma costimacula ingår i släktet Macaduma och familjen björnspinnare. Inga underarter finns listade i Catalogue of Life.